# Wade Robson

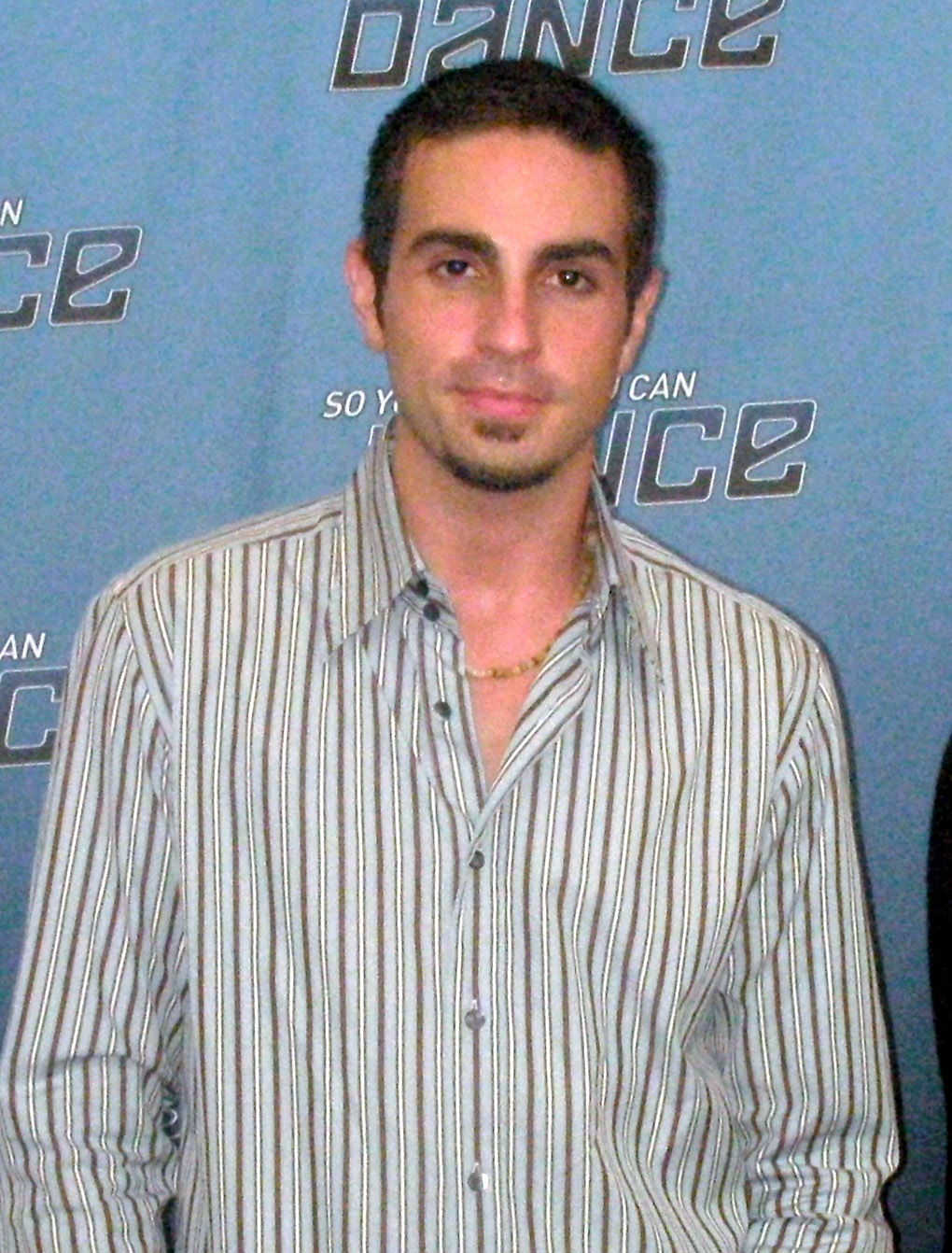
Wade Robson (2008)

Wade Jeremy William Robson (* 17. September 1982 in Brisbane) ist ein australischer Choreograf und Tänzer.

## Leben

### Anfänge
Wade Jeremy William Robson – jüngstes drittes Kind von Lynnette Joy Robson und dem (verstorbenen) Dennis Leslie Robson – gewann im Alter von fünf Jahren den ersten Preis im Michael-Jackson-Tanzwettbewerb in Australien und lernte danach den Superstar kennen. Michael Jackson war so beeindruckt von ihm, dass er ihn zu seinem Konzert in Brisbane einlud und mit ihm seitdem in Kontakt blieb. Dadurch entstand eine professionelle Beziehung zwischen den Eltern von Wade und Michael Jackson. Nachdem die Familie nach Kalifornien zog, half Michael, Wades Talent zu entwickeln, indem er ihn für seine Musikvideos Black or White, Heal the World und Jam engagierte.

### Erste Erfolge
Noch in seiner Jugend erreichte Robson erste Erfolge: er wirkte als Kleindarsteller in einer Folge der Fernsehserie Picket Fences (1992) und im Film Kazaam (1996) mit, er war Rapper beim Duo Quo, mit dem er ein Album veröffentlichte, und hatte einen Auftritt an der 65. Oscarverleihung. Er arbeitete auch an den Auftritten mancher Stars bei den Nickelodeon Kids’ Choice Awards und choreografierte für Boybands wie Immature und Youngstown. Mit 12 besuchte er die besten Tanzschulen in Los Angeles und gründete sein eigenes Tanzstudio, wo er nebenbei auch Lieder schrieb. Trotz all dem Erfolg wollte er zuerst seine Ausbildung beenden, was er auch machte.

### Durchbruch

#### Begegnung mit Britney Spears
Eine große Wendung in seinem Leben war seine Begegnung mit Britney Spears. Robson war 17 Jahre alt und war Choreograf ihrer Show bei den MTV Video Music Awards 1999 und den MTV Europe Music Awards 1999. Er co-organisierte ihre Welttournee 1999–2000 und wurde ihr Choreograf für ihre zwei Pepsi-Werbungen. Britney Spears engagierte Robson als ihren Choreografen für ihre „Dream within' a Dream Tour“, die ab 2001 stattfand.

#### Zusammenarbeit mit *NSYNC
Die Boyband *NSYNC wurde auf ihn aufmerksam und sie engagierten ihn als Choreograf für ihre No Strings Attached Tour 2000, die Pop Odyssey Tour 2001 und mehrere Grammy- und Billboard Music Awards-Auftritte. Diese Zusammenarbeiten weiteten sich auch auf Musikvideos aus: Robson arbeitete an den Videos Pop von *NSYNC und I'm a Slave 4 U von Britney Spears.

### Missbrauchsvorwürfe an Michael Jackson
Im Mai 2012 erhob Robson den Vorwurf, Michael Jackson habe ihn über sieben Jahre hinweg sexuell missbraucht und er sei als Folge davon im Jahr 2012 zusammengebrochen. Robson hatte als Heranwachsender eine Zeit lang auf Jacksons Anwesen „Neverland Ranch“ gewohnt. In einem Prozess im Jahr 2005 hatte er jedoch unter Eid ausgesagt, der Popstar habe ihn niemals angerührt. Laut Jackson-Anwalt Weitzman wiederholte Robson dies auch in mehreren Interviews, weshalb die von ihm eingereichte Klage, aus dem Nachlass von Michael Jackson entschädigt zu werden, wohl keinen Erfolg haben werde. 2017 wurde Robsons Klage wegen Missbrauchs abgewiesen. In protokollierten Vernehmungen hatte Robsons Mutter bis 2016 ausgesagt, er sei bis 1993 nie allein mit Jackson auf Neverland gewesen.

## Projekte
Robson hatte seine eigene Show auf MTV, The Wade Robson Project, eine Castingshow für Hip-Hop-Tänzer, die ein großer Erfolg wurde. Er nutzte die Erfahrungen, die er damit machte, für ein neues Disney-Musical. Im Jahr 2007 arbeitete Robson als Choreograf der American Idols LIVE! Tournee und bei der Tanzshow So You Think You Can Dance?.
2019 erschien eine Dokumentation über die Kindesmissbrauchsvorwürfe von ihm gegen Michael Jackson namens Leaving Neverland. Der Film wurde am 25. Januar 2019 am Sundance Filmfestival erstmals gezeigt.

## Auszeichnungen
Am 8. September 2007 gewann Robson den Emmy für die Choreografie Ramalama (Bang Bang), ein Gruppentanz aufgeführt in der 2. Staffel von So You Think You Can Dance?. Den Emmy gewann er auch ein Jahr später in der gleichen Kategorie für die Jazz Dance Choreografie The Hummingbird von Jamie Goodwin und Hokuto Konishi (Hok).